# Campeonato Mundial de Boxeo Aficionado de 1989
El V Campeonato Mundial de Boxeo Aficionado se celebró en Moscú (Unión Soviética) entre el 17 de septiembre y el 1 de octubre de 1989 bajo la organización de la Asociación Internacional de Boxeo (AIBA) y la Asociación Soviética de Boxeo Aficionado.
Las competiciones se realizaron en el Estadio Olimpiski de la capital soviética.

## Medallistas
| Evento                | Oro                          | Plata                         | Bronce                                                        |
| --------------------- | ---------------------------- | ----------------------------- | ------------------------------------------------------------- |
| Minimosca (48 kg)     | Eric Griffin Estados Unidos  | Rogelio Marcelo · Cuba        | Kim Dok-Nam Corea del Norte Nshan Munchian URSS               |
| Mosca (51 kg)         | Yuri Arbachakov URSS         | Pedro Reyes · Cuba            | Li Gwang-Sik · Corea del Norte Krzysztof Wróblewski · Polonia |
| Gallo (54 kg)         | Enrique Carrión · Cuba       | Serafim Todorov Bulgaria      | Li Yong-Ho · Corea del Norte Luigi Quitadamo · Italia         |
| Pluma (57 kg)         | Airat Jamatov URSS           | Kirkor Kirkorov Bulgaria      | Arnaldo Mesa · Cuba James Nicolson · Australia                |
| Ligero (60 kg)        | Julio González · Cuba        | Andreas Zülow RDA             | Konstantin Tsziu URSS Tonga McClain Estados Unidos            |
| Superligero (63,5 kg) | Igor Ruzhnikov URSS          | Andreas Otto RDA              | Michael Carruth Irlanda Vukašin Dobrašinović Yugoslavia       |
| Wélter (67 kg)        | Francisc Vaștag Rumania      | Siegfried Mehnert RDA         | Raúl Márquez Estados Unidos Vladimir Yereshchenko URSS        |
| Semimedio (71 kg)     | Israyel Akopkojian URSS      | Torsten Schmitz RDA           | Karim Kabarim · Egipto Rudel Obreja · Rumania                 |
| Medio (75 kg)         | Andrei Kurniavka URSS        | Ángel Espinosa · Cuba         | Zoltán Füzesy · Hungría Sven Ottke · RFA                      |
| Semipesado (81 kg)    | Henry Maske RDA              | Pablo Romero · Cuba           | Nurmagomed Shanavazov · URSS Sándor Hranek · Hungría          |
| Pesado (91 kg)        | Félix Savón · Cuba           | Yevgueni Sudakov URSS         | Bert Teuchert RFA Axel Schulz RDA                             |
| Superpesado (+91 kg)  | Roberto Balado Méndez · Cuba | Aleksandr Miroshnichenko URSS | Maik Heydeck RDA Ladislav Husárik Checoslovaquia              |

## Medallero
| Núm. | País            | Oro | Plata | Bronce | Total |
| ---- | --------------- | --- | ----- | ------ | ----- |
| 1    | URSS            | 5   | 2     | 4      | 11    |
| 2    | Cuba            | 4   | 4     | 1      | 9     |
| 3    | RDA             | 1   | 4     | 2      | 7     |
| 4    | Estados Unidos  | 1   | 0     | 2      | 3     |
| 5    | Rumania         | 1   | 0     | 1      | 2     |
| 6    | Bulgaria        | 0   | 2     | 0      | 2     |
| 7    | Corea del Norte | 0   | 0     | 3      | 3     |
| 8    | RFA             | 0   | 0     | 2      | 2     |
| 8    | Hungría         | 0   | 0     | 2      | 2     |
| 10   | Australia       | 0   | 0     | 1      | 1     |
| 10   | Checoslovaquia  | 0   | 0     | 1      | 1     |
| 10   | Egipto          | 0   | 0     | 1      | 1     |
| 10   | Irlanda         | 0   | 0     | 1      | 1     |
| 10   | Italia          | 0   | 0     | 1      | 1     |
| 10   | Polonia         | 0   | 0     | 1      | 1     |
| 10   | Yugoslavia      | 0   | 0     | 1      | 1     |
|      | TOTAL           | 12  | 12    | 24     | 48    |